# Estação Litoral da Aguda

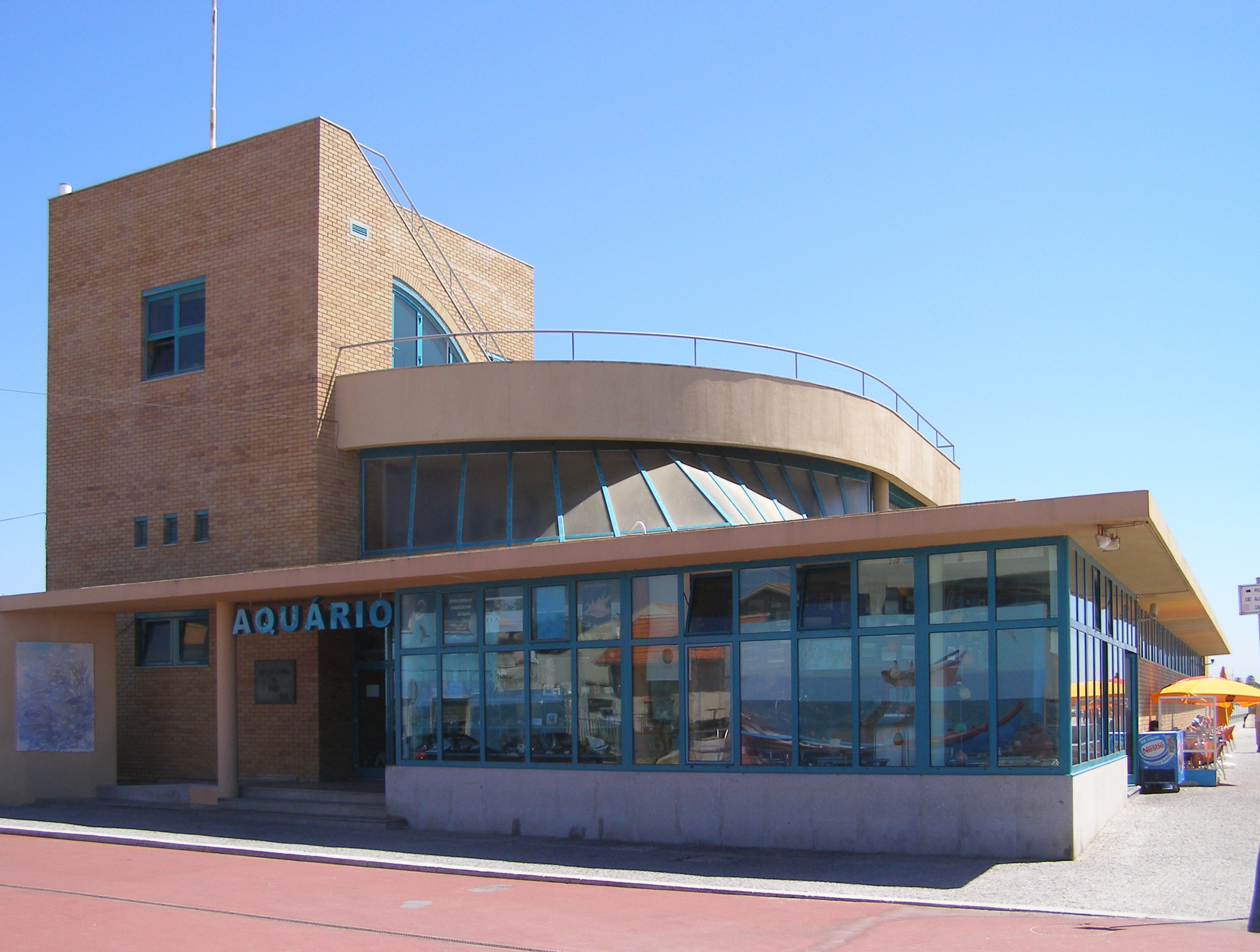
Fachada da ELA

Estação Litoral da Aguda (ELA) é um parque zoológico português, propriedade da Câmara Municipal de Vila Nova de Gaia, tendo aberto ao público em 1999. Localiza-se na Praia da Aguda, freguesia de Arcozelo, Vila Nova de Gaia.

## Actividades

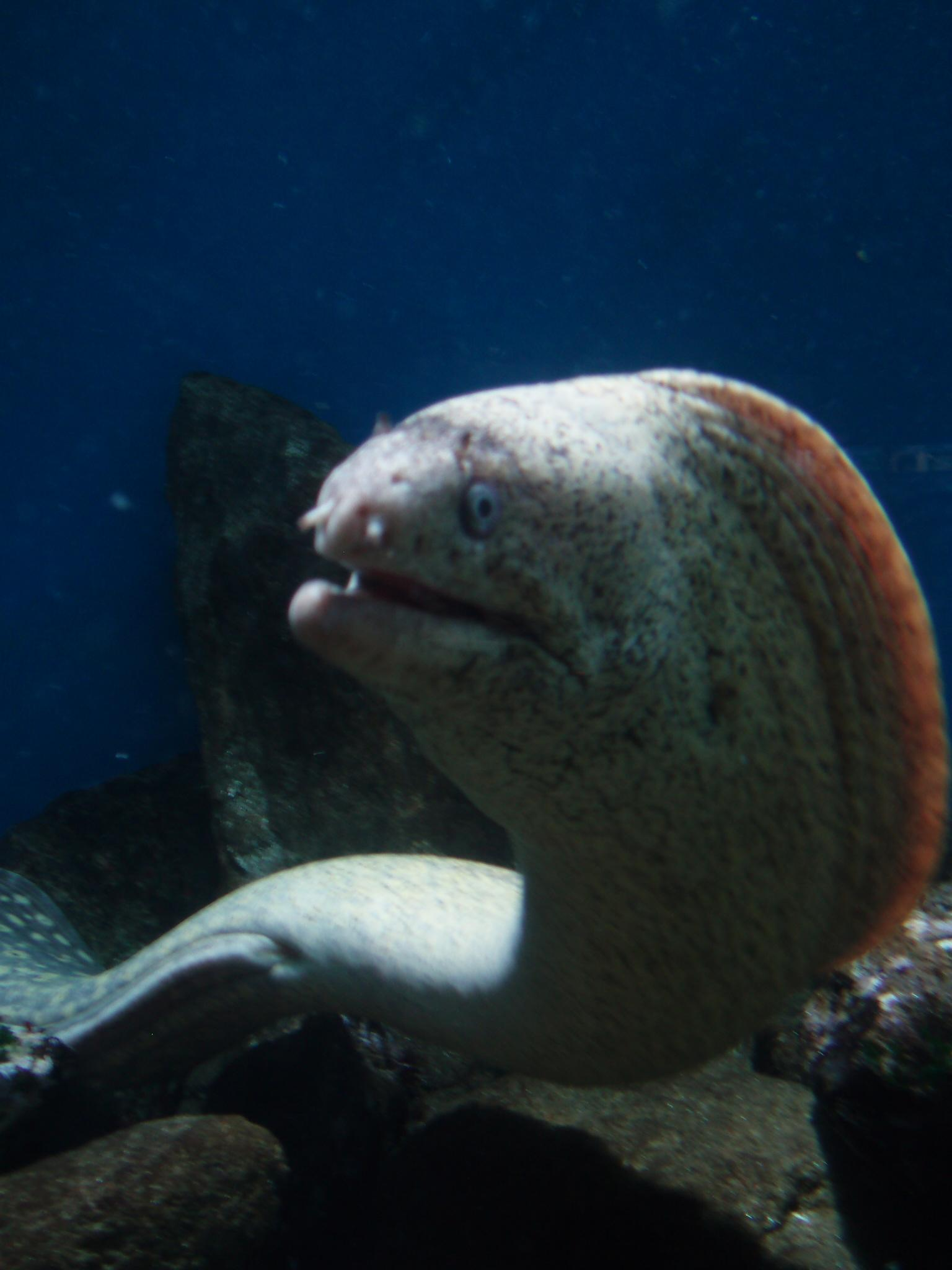
Moreia no aquário

Através de um protocolo com a Universidade do Porto, têm sido desenvolvidos neste local diversos trabalhos de investigação e utilização do espaço para aulas das disciplinas de Ecologia Aquática e Tecnologia e Gestão das Pescas da licenciatura em Ciências do Meio Aquático do e Introdução a Biologia e Ecologia Marinhas e Produção de Peixes Ornamentais do Mestrado em Ciências do Mar - Recursos Marinhos, ambos do Instituto de Ciências Biomédicas Abel Salazar (ICBAS).
Promove igualmente a educação ambiental através de diversos programas pedagógicos, indicados para todas as faixas etárias, tais como passeios comentados pela zona entre marés, pelo areal e pelas dunas, por vezes integrados no programa Ciência Viva, e pela sua exposição permanente de modelos em barro de artes de pesca tradicionais, aparelhos e utensílios de pesca, conchas e aquários.

## História
- 1988 - Surge a ideia da construção de um pequeno aquário público na Praia da Aguda. A proposta é apresentada pelo Dr. Mike Weber do Instituto de Ciências Biomédicas Abel Salazar da Universidade do Porto ao então Presidente da Câmara Municipal de Vila Nova de Gaia, Sr. Coronel Pinto Simões.
- 1990/1991 - A ideia é reformulada, surgindo o projecto "ELA" - Estação Litoral da Aguda, desenhado pelo arquitecto portuense João Paulo Peixoto em colaboração com o Dr. Mike Weber.
- 1992 - A Direcção Geral dos Portos de Lisboa autoriza o projecto com a condição da Câmara Municipal de Vila Nova de Gaia se responsabilizar pela sua protecção, uma vez que a Praia da Aguda é considerada uma zona de risco de erosão.
- 1993 - Inicia-se a construção do edifício. A obra avança rapidamente e, após um ano, a estrutura está concluída.
- 1996 - São instalados os primeiros aquários no edifício.
- 1997 - Celebra-se o protocolo de colaboração sobre a Estação Litoral da Aguda entre a Câmara Municipal de Vila Nova de Gaia, presidida pelo Sr. Heitor Carvalheiras e o Instituto de Ciências Biomédicas Abel Salazar, representado pela Dr.ª Corália Vicente,  Dr. Nuno Grande e Dr. Luís Baldaia, na presença do Reitor da Universidade do Porto, Dr. Alberto Amaral. É proposta e aprovada a constituição e estatutos da Fundação ELA, por iniciativa do vereador do Ambiente e Turismo, Dr. Lício Correia e, posteriormente, também pela Assembleia Municipal. O seu primeiro Conselho de Administração é constituído pelo seu Presidente, Dr. Lício Correia, pelo vereador Dr. Francisco Barbosa da Costa e pelo Dr. Mike Weber. No dia 21 de Novembro, a Estação Litoral da Aguda é oficialmente inaugurada mas as obras ainda não tinham terminado.
- 1998 - Inicia-se a decoração dos aquários e das vitrinas no Museu das Pescas. Ocorre a escritura dos estatutos da Fundação ELA. O Presidente da Câmara Municipal de Vila Nova de Gaia, Dr. Luís Filipe Menezes, nomeia o segundo Conselho de Administração que é constituído pelo seu Presidente, o Vereador do Ambiente Dr. Delfim Sousa, pelo Vereador da Cultura e Turismo Dr. Francisco Barbosa da Costa e pelo Director da Estação Litoral da Aguda, Dr. Mike Weber.
- 1999 - Na Estação Litoral da Aguda, começam as aulas do Ensino Superior no âmbito do curso de Ciências do Meio Aquático do Instituto de Ciências Biomédicas Abel Salazar. No dia 1 de Julho, a Estação Litoral da Aguda abre finalmente as suas portas ao público, contando com 10.000 visitantes nos primeiros 70 dias.
- 2000 - É baptizada a bateira "ELA" que fica instalada em frente do edifício. É uma réplica dos primeiros barcos que pescaram na Praia da Aguda.
- 2002 - O terceiro Conselho de Administração é constituído pelo seu Presidente, o Vereador do Ambiente, Dr. Poças Martins, pelo Vereador do Turismo, António Barbosa e pelo Director da Estação Litoral da Aguda, Dr. Mike Weber.
- 2004 - No dia 1 de Julho de 2004, no 5º aniversário da abertura ao público, registam-se 150.000 visitantes. O Vereador do Ambiente, Firmino Pereira, é nomeado como Presidente do Conselho de Administração.
- 2005/Outubro - O quinto Conselho de Administração é constituído pelo seu Presidente, o Vereador do Ambiente, Sr. Mário Fontemanha, pelo Vereador António Barbosa e pelo Director da Estação Litoral da Aguda, Dr. Mike Weber.
- 2008 - A CMG delibera conferir a medalha de mérito cultural e científico, classe ouro, ao director da ELA, Prof. Doutor Mike Weber, pelos notáveis serviços prestados à comunidade piscatória da Aguda.
- 2009 - 10º aniversário da Estação Litoral da Aguda, celebrado a 1 de Julho.
- 2010/Fevereiro- O sexto Conselho de Administração é constituído pela sua Presidente, a Vereadora do Ambiente, Eng.ª Mercês Ferreira, pelo Vereador Mário Fontemanha e pelo Director da Estação Litoral da Aguda, Prof. Doutor Mike Weber.
- 2012 - São registados 315.000 visitantes na ELA, desde a sua abertura ao público em 1998.
- 2013 - A CMG extingue a Fundação ELA e a Estação Litoral da Aguda passará a integrar a empresa municipal ÁGUAS E PARQUE BIOLÓGICO DE GAIA, a partir de Março.
- 2014 - 15º aniversário da Estação Litoral da Aguda, celebrado a 1 de Julho.
- 2015 - No fim do ano, o número de visitantes chega aos 350.000.

## Aquário
O Aquário mostra a fauna e flora aquáticas locais, exibindo os peixes e invertebrados economicamente importantes para a pesca artesanal local, estabelecendo assim a continuidade pedagógica com o Museu das Pescas.
Em 15 aquários, de 1.200 até 6.700 litros, habitados por mais de 700 animais de cerca 60 espécies, foram reconstruídos os biótopos mais característicos do mar da Aguda e das águas doces adjacentes.
A Exposição foi concebida como um passeio subaquático, simbólico e auto-guiado, que começa na zona entre-marés e desce em seguida para um habitat de laminárias. Aumentando a profundidade, continua a mergulhar na zona rochosa do mar da Aguda e chega aos bancos de areia, a 25 metros de profundidade, onde se localiza um recife artificial. Subindo novamente, a exposição regressa a terra e termina numa pequena ribeira de água doce que atravessa as dunas.
Alguns animais marinhos que podem ser observados no Aquário:

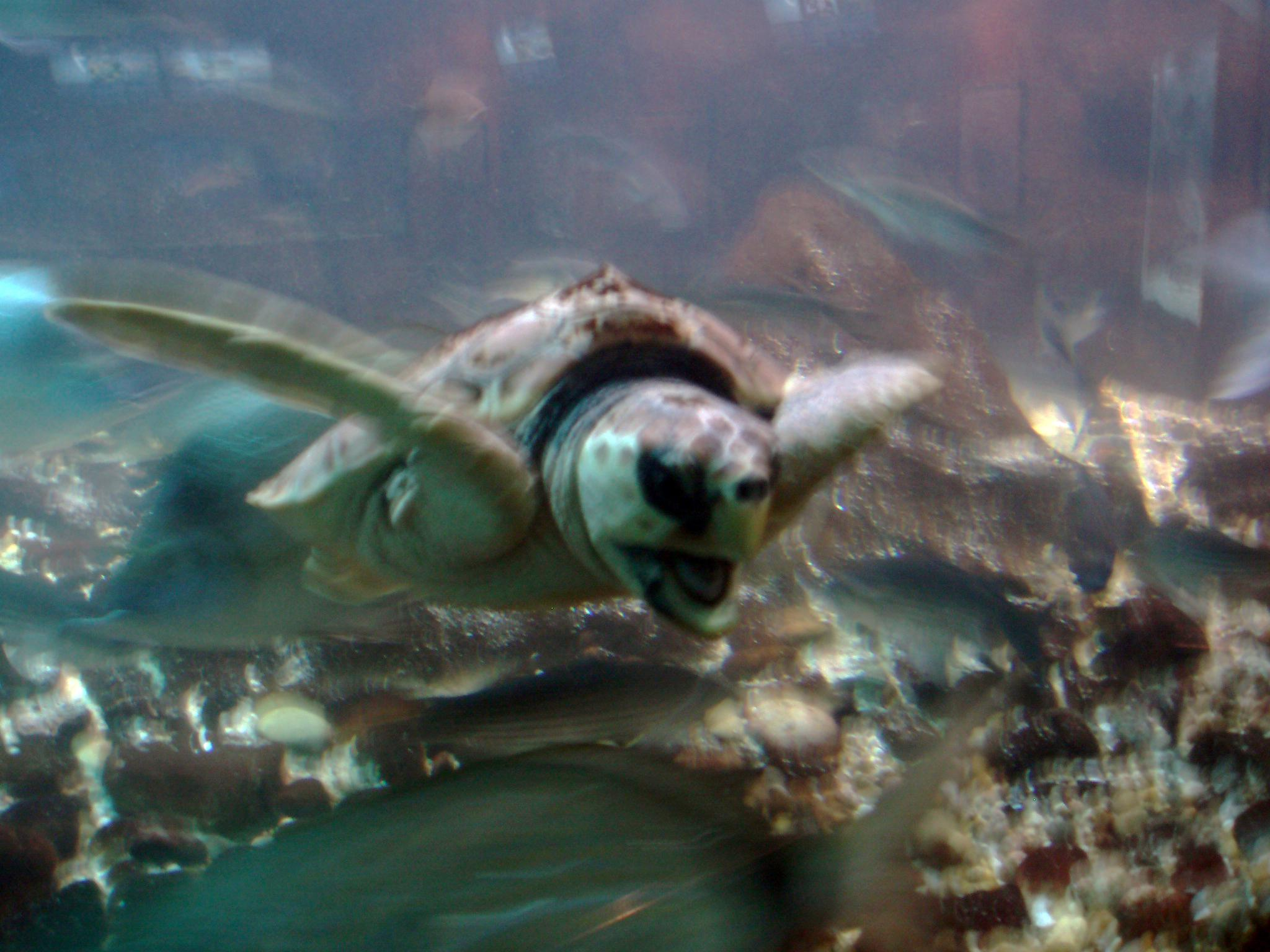
Tartaruga comum (neste momente ausente da exposição)
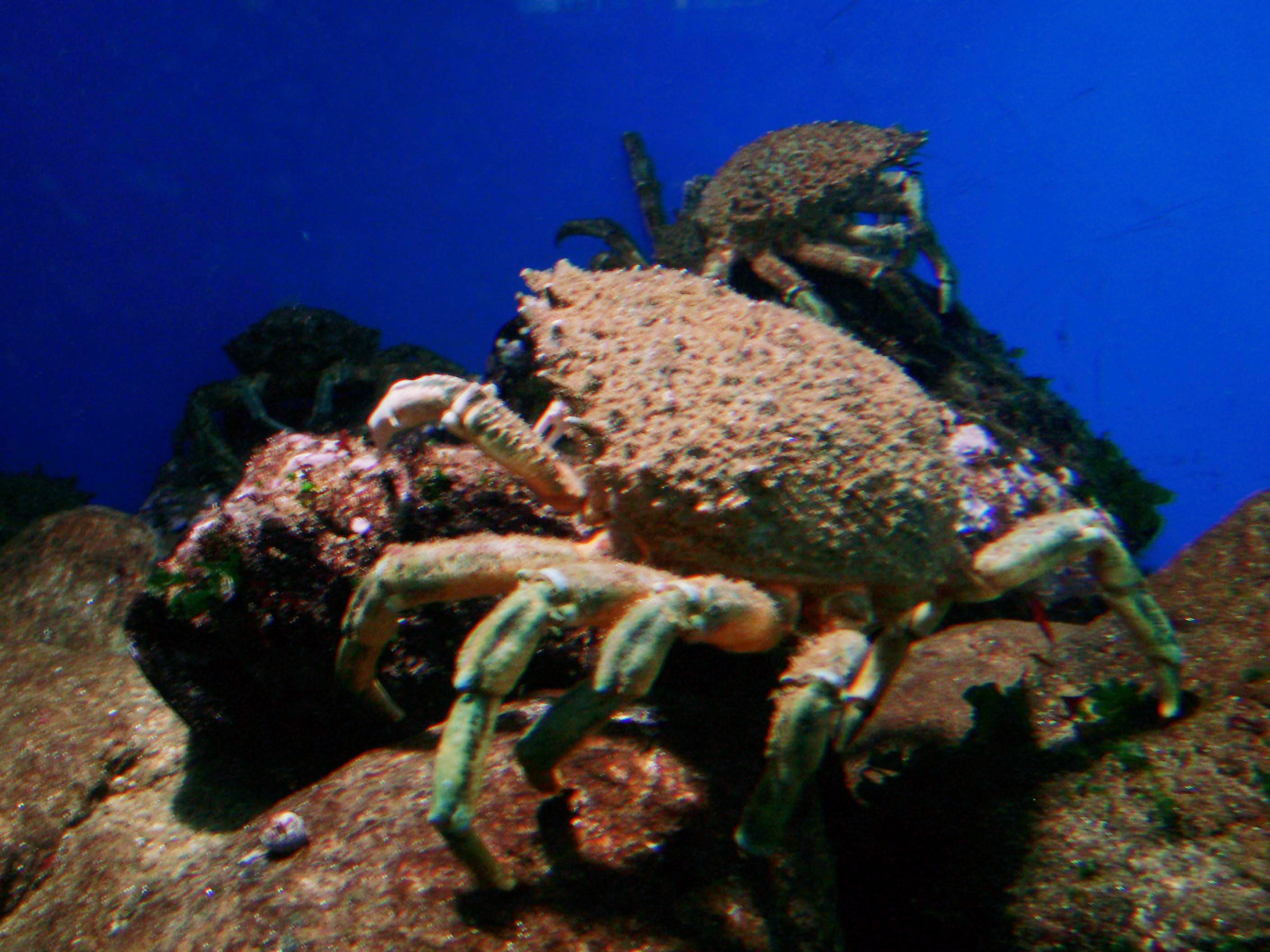
Santola
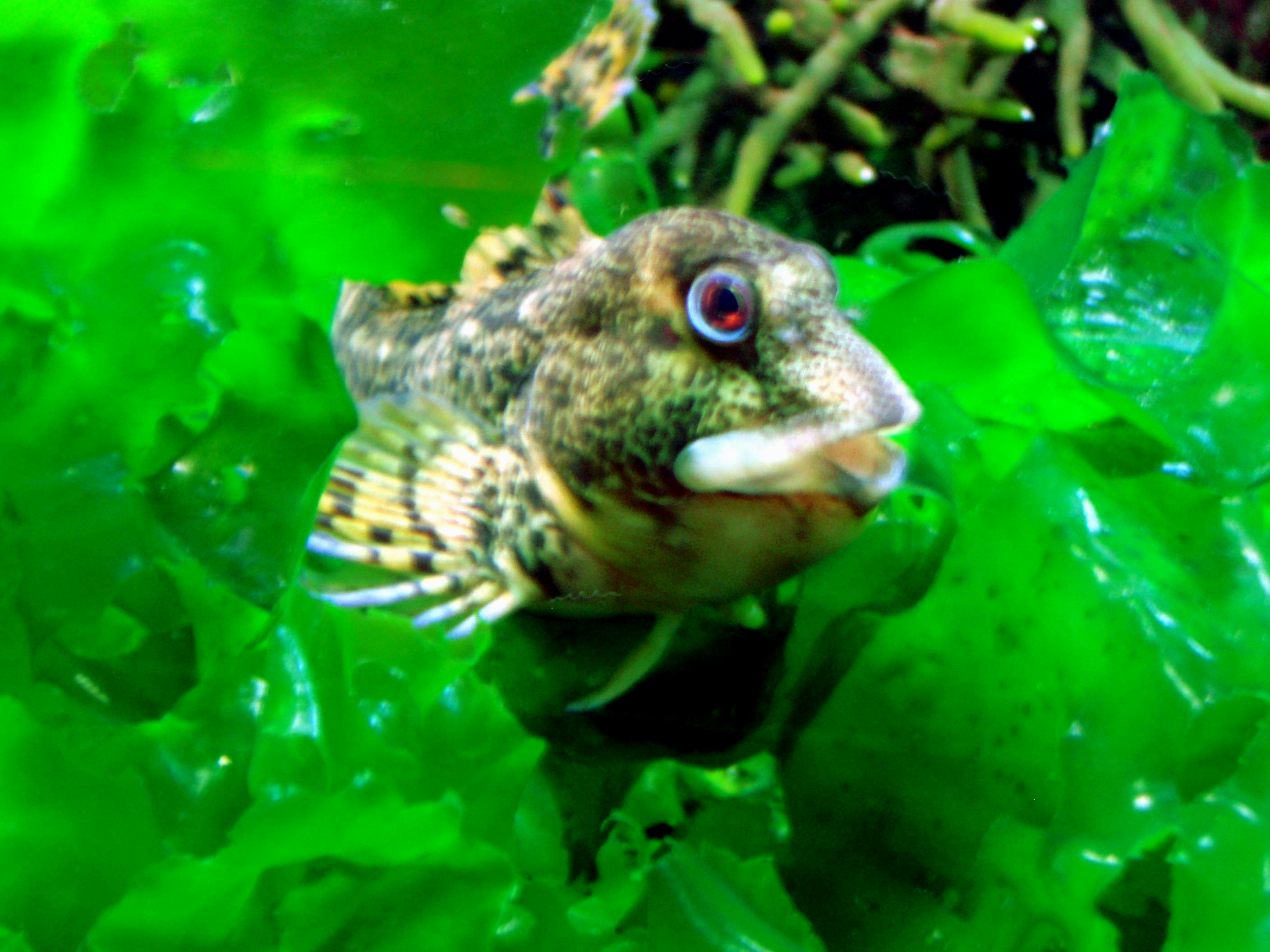
Ranhosa
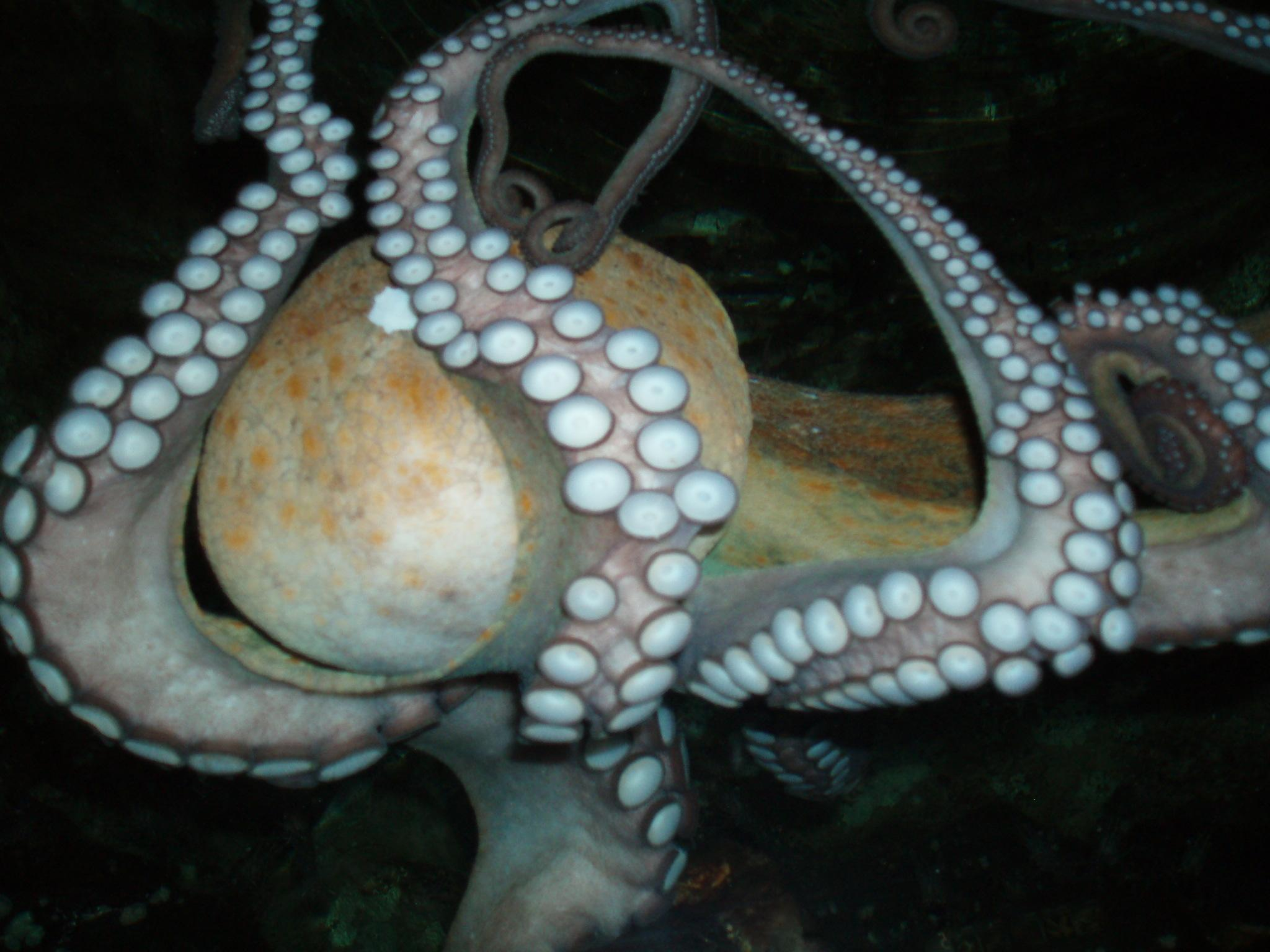
Polvo

## Museu das Pescas

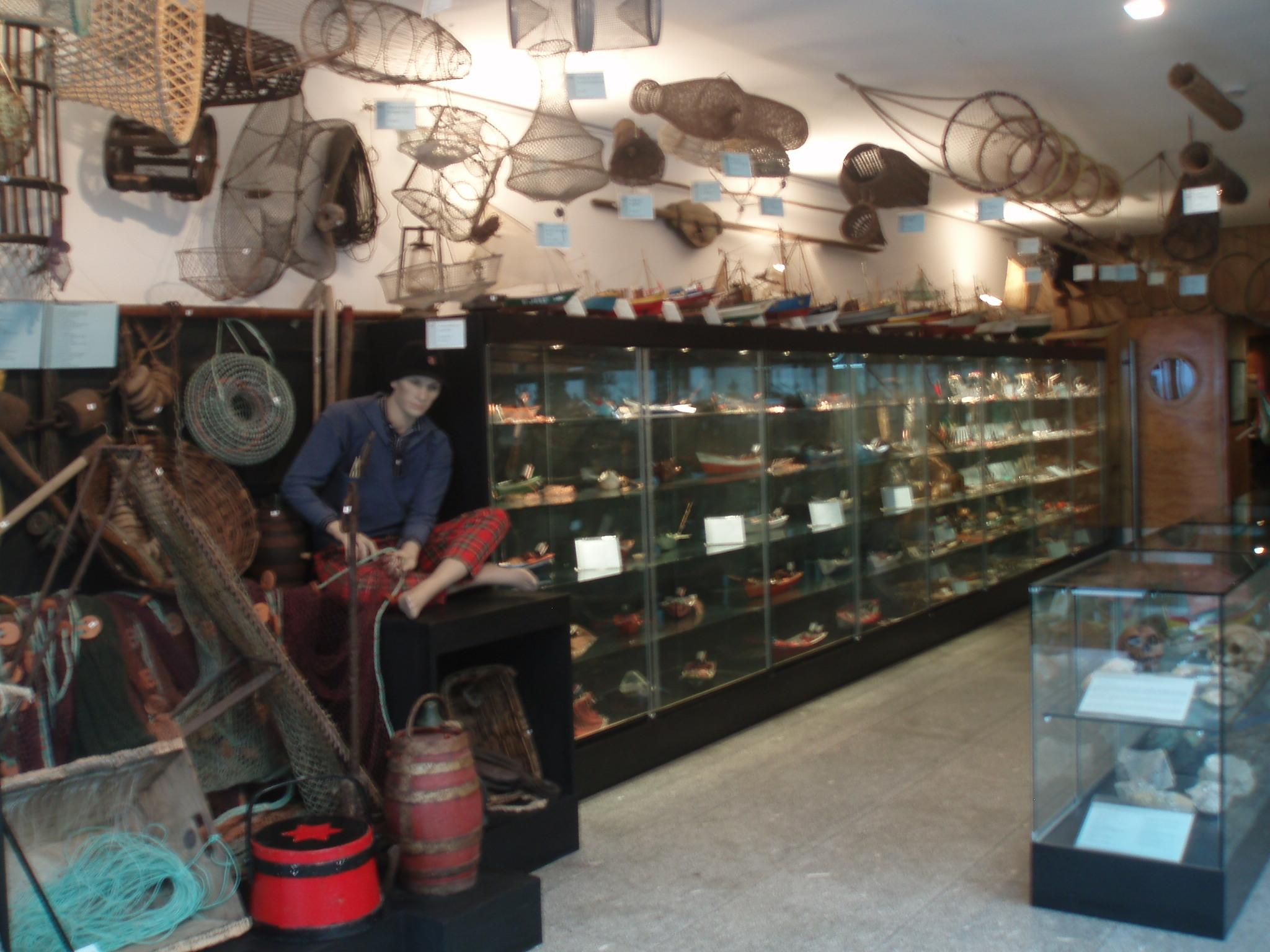
Museu das pescas

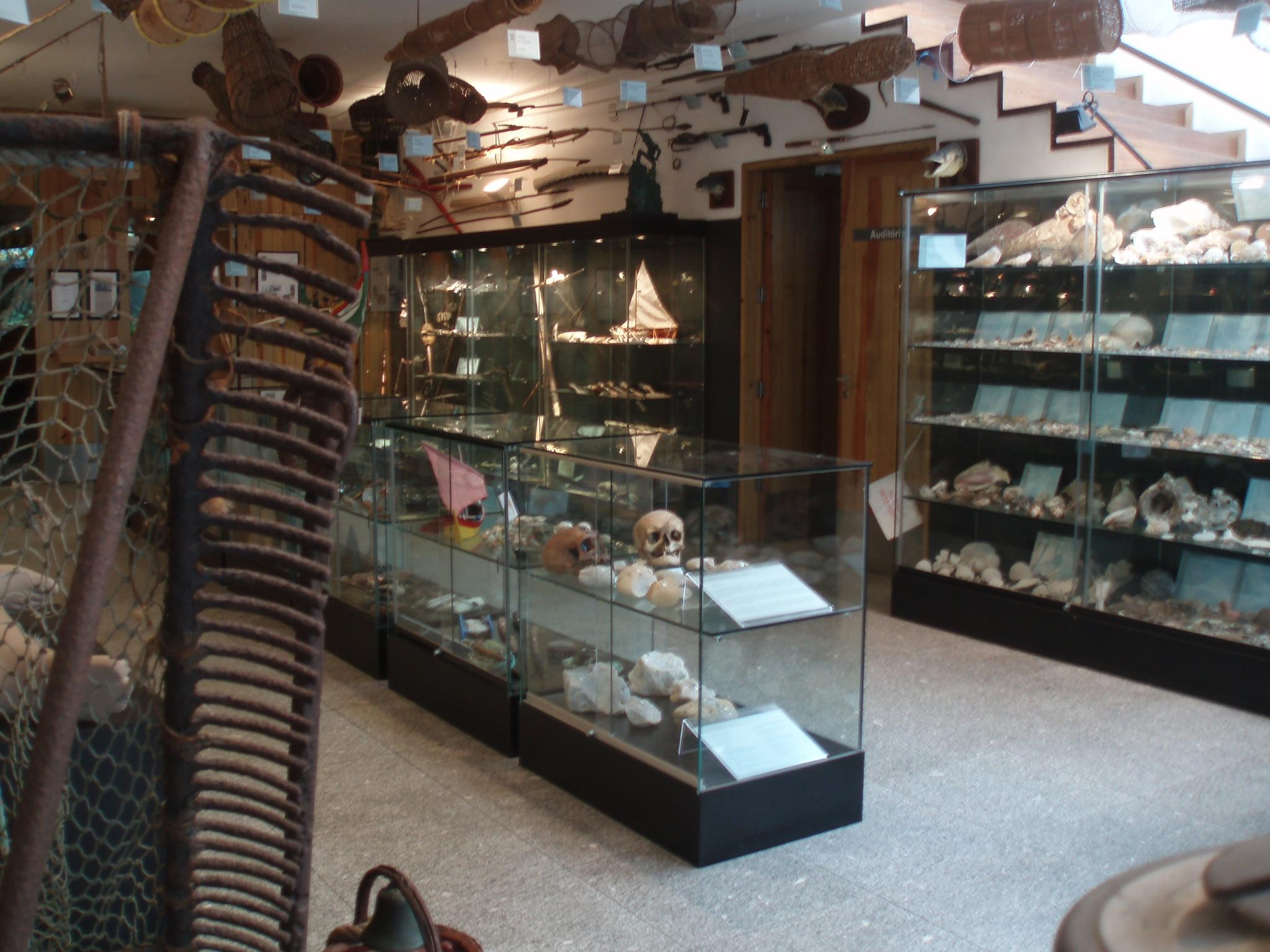
Museu das pescas

O Museu das Pescas e das caças da Estação Litoral da Aguda enriqueceu o seu espólio para focar três aspectos fundamentais:
- A pesca constitui, a par da caça, a primeira actividade primária universal em que as tecnologias criadas pelo Homem, o distinguiram definitivamente das outras espécies:
- As várias populaçoes espalhadas pelo mundo criaram soluções comuns para capturar os mais diversos animais aquáticos;
- A necessidade de arranjar alimento impulsionou o Homem a conceber e executar artes e mecanismos de pesca que, de uma forma geral, são muito parecidos e diferentes em diferentes locais do planeta.

## Distinções
- 2004 - foi considerado o melhor parque zoológico de Portugal, numa análise a 30 estruturas, realizada pela Direcção Geral de Veterinária, Instituto de Conservação da Natureza e Eurogroup for Animal Welfare.